# きょうのスポーツとニュース
『きょうのスポーツとニュース』は、1984年4月2日から1986年4月5日までNHK総合テレビジョンで放送されていた報道番組である。その後も1986年4月7日から1987年4月4日まで『スポーツとニュース』と題して放送されていた。

## 概要
NHK総合テレビジョンは、1974年1月以後、オイルショックによる省エネ対策のため、23時台以後の放送を短縮していたが、1984年度から23時台の放送延長を本格再開するにあたり、最終版ニュースの時間枠を拡大してスタートしたものである。
1983年度まで放送されていた『スポーツアワー』の放送開始時刻を15分繰り上げて22時30分開始にするとともに、直後に放送された『きょうのニュース』を統合した夜の帯番組として、1984年4月2日より放送を開始した。22時55分まではスポーツニュースとワールドニュースを（土曜版と日曜版ではスポーツニュースのみ）、22時55分からはローカルニュースを（日曜版では23時10分から）、23時からはその日一日の全国ニュース最終版を放送していた。キャスターはコーナーごとに分業せず、1人の総合キャスターが番組全般を進める形態を採った。1985年4月に日曜日の放送が『サンデースポーツスペシャル』の放送開始に伴い廃止されたが、同番組の後に22時55分からローカルニュース、23時からは『きょうのニュース』のタイトルで全国ニュースのみ放送して本番組の形式を踏襲していた。一方、平日の放送はそれまで直後の時間帯に別番組として放送されていた『きょうの焦点』も1コーナーとして組み込むことになり、放送時間が15分拡大された。
ワールドニュースを伝える際には、当時アメリカのABCが放送していた『ABCニュース』とフランスのアンテーヌ・ドゥが放送していたニュースそれぞれのオープニングとヘッドラインをそのまま放送していた。このスタイルは、後にNHK BS1の『ワールドニュース』へ受け継がれた。
スタジオは当時の『ニュースセンター9時』で用いていたCT-510スタジオの「ワーキングスタジオ」風のセットを使用していたが、同番組とは違って多くの照明が落とされており、薄暗いスタジオの中で放送が行われていた。背面にあった多数のモニターは消されていなかった。

## 放送時間
いずれも日本標準時、基本時間のみを掲載。
| 年度     | 月曜 - 金曜   | 土曜          | 日曜               |
| -------- | ------------- | ------------- | ------------------ |
| 1984年度 | 22:30 - 23:10 | 22:35 - 23:10 | 22:40 - 23:15      |
| 1985年度 | 22:30 - 23:25 | 22:30 - 23:10 | （番組の放送無し） |
| 1986年度 | 22:30 - 23:25 | 22:30 - 23:10 | （番組の放送無し） |

## キャスター
当時NHKアナウンサー（野中ともよのみ外部キャスター）。
| 年度     | 月曜 - 金曜         | 土曜     | 日曜               |
| -------- | ------------------- | -------- | ------------------ |
| 1984年度 | 松平定知            | 古屋明信 | 古屋明信           |
| 1985年度 | 阿世知幸男          | 大塚範一 | （番組の放送無し） |
| 1986年度 | 野中ともよ 中村克洋 | 大塚範一 | （番組の放送無し） |